# Скури, Анджело
Анджело Скури (итал. Angelo Scuri, р.24 декабря 1959) — итальянский фехтовальщик на рапирах, олимпийский чемпион и чемпион мира.
Родился в 1959 году во Флоренции. В 1981 году завоевал серебряную и бронзовую медали чемпионата мира, и стал серебряным призёром чемпионата Европы. В 1982 году стал бронзовым призёром чемпионата мира. В 1983 году завоевал бронзовую медаль чемпионата Европы. В 1984 году стал чемпионом Олимпийских игр в Лос-Анджелесе. В 1986 году выиграл чемпионат мира.